# Espace pseudo-euclidien
 (février 2011).
Si vous disposez d'ouvrages ou d'articles de référence ou si vous connaissez des sites web de qualité traitant du thème abordé ici, merci de compléter l'article en donnant les références utiles à sa vérifiabilité et en les liant à la section « Notes et références ».
 (juillet 2013).
- Si vous ne connaissez pas le sujet, laissez ce bandeau (vous pouvez alors contacter les auteurs).
- Si vous supprimez le contenu mis en cause (vous pouvez préalablement contacter les auteurs),

argumentez précisément cette suppression dans la page de discussion
(un manque de référence n'est pas un argument ; une recherche réelle de référence doit avoir été effectuée, être formellement documentée).
En mathématiques, et plus particulièrement en géométrie, un espace pseudo-euclidien est une extension du concept d'espace euclidien, c'est-à-dire que c'est un espace vectoriel muni d'une forme bilinéaire (qui définirait la métrique dans le cas d'un espace euclidien), mais cette forme n'est pas définie positive, ni même positive. L'espace de Minkowski est un exemple d'espace pseudo-euclidien.

## La notion de métrique
Dans les espaces euclidiens, les notions de métrique et d'orthogonalité sont construites par l'adjonction d'un produit scalaire à un espace vectoriel réel de dimension finie. Le carré de la norme d'un vecteur est égal au produit scalaire de ce vecteur par lui-même, ce qui permet de définir la notion de distance entre deux points. De plus, le produit scalaire usuel du vecteur par lui-même se formule dans la base canonique comme la somme des carrés des coordonnées du vecteur, et de cette façon, il est défini positif et la base canonique est automatiquement orthonormale.
En pratique, cependant, cette manière de calculer le produit scalaire n'est pas suffisante, car elle ne permet pas de changer de base. On doit dès lors considérer le produit scalaire usuel comme une forme bilinéaire représentée dans la base canonique par la matrice unité.

### Changement de base
Dans une base quelconque, la matrice du produit scalaire canonique est tP P, où P désigne la matrice de passage.
Les matrices de cette forme sont exactement les matrices définies positives.
La spécificité des espaces pseudo-euclidiens est justement[pas clair] que les axes de la base canonique sont répartis en deux groupes : ceux dans lesquelles les distances sont positives, et ceux dans lesquelles les distances sont négatives. C'est en particulier ce qui permet à Minkowski de proposer un système de coordonnées dans lequel l'axe temporel est par essence différent des axes spatiaux.

### Avec des tenseurs
Quand la base n’est plus orthonormée, il est intéressant d'utiliser la notation tensorielle pour pouvoir facilement différencier les coordonnées contravariantes des coordonnées covariantes. Dans ce cas, l'orthogonalité et la norme sont définies par une forme bilinéaire {\displaystyle g_{ab}} appelée tenseur métrique, et le produit scalaire, tel qu'utilisé dans les exemples précédents, utilise son inverse : {\displaystyle {g_{ab}}^{-1}} noté {\displaystyle g^{ab}} et appelé tenseur métrique inverse.

## Signature
La signature d'un espace pseudo-euclidien est la signature de la forme quadratique dont il est équipé.